# Livingston, Illinois
Livingston là một làng thuộc quận Madison, tiểu bang Illinois, Hoa Kỳ. Năm 2010, dân số của làng này là 858 người.

## Dân số
Dân số qua các năm:
- Năm 2000: 825 người.
- Năm 2010: 858 người.